# Kloster Poganovo

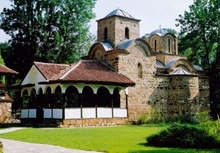
Die Klosterkirche

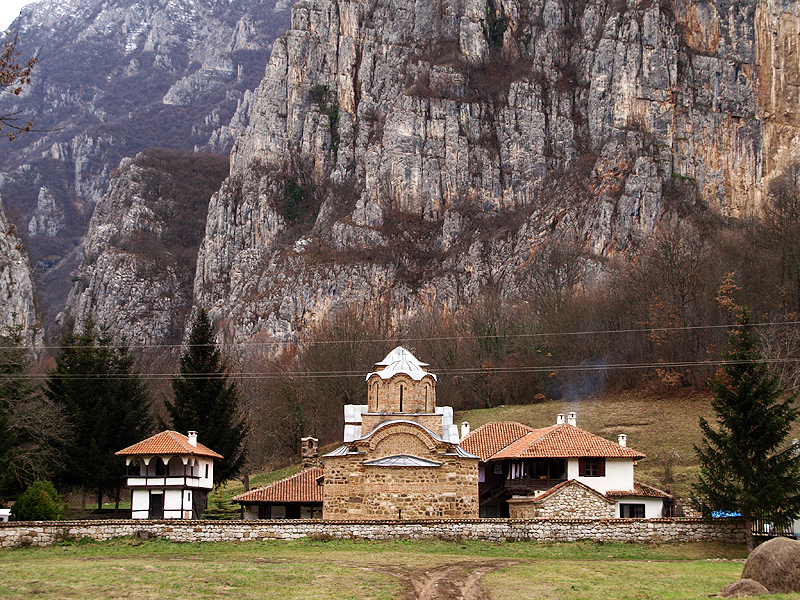
Kloster Poganovo

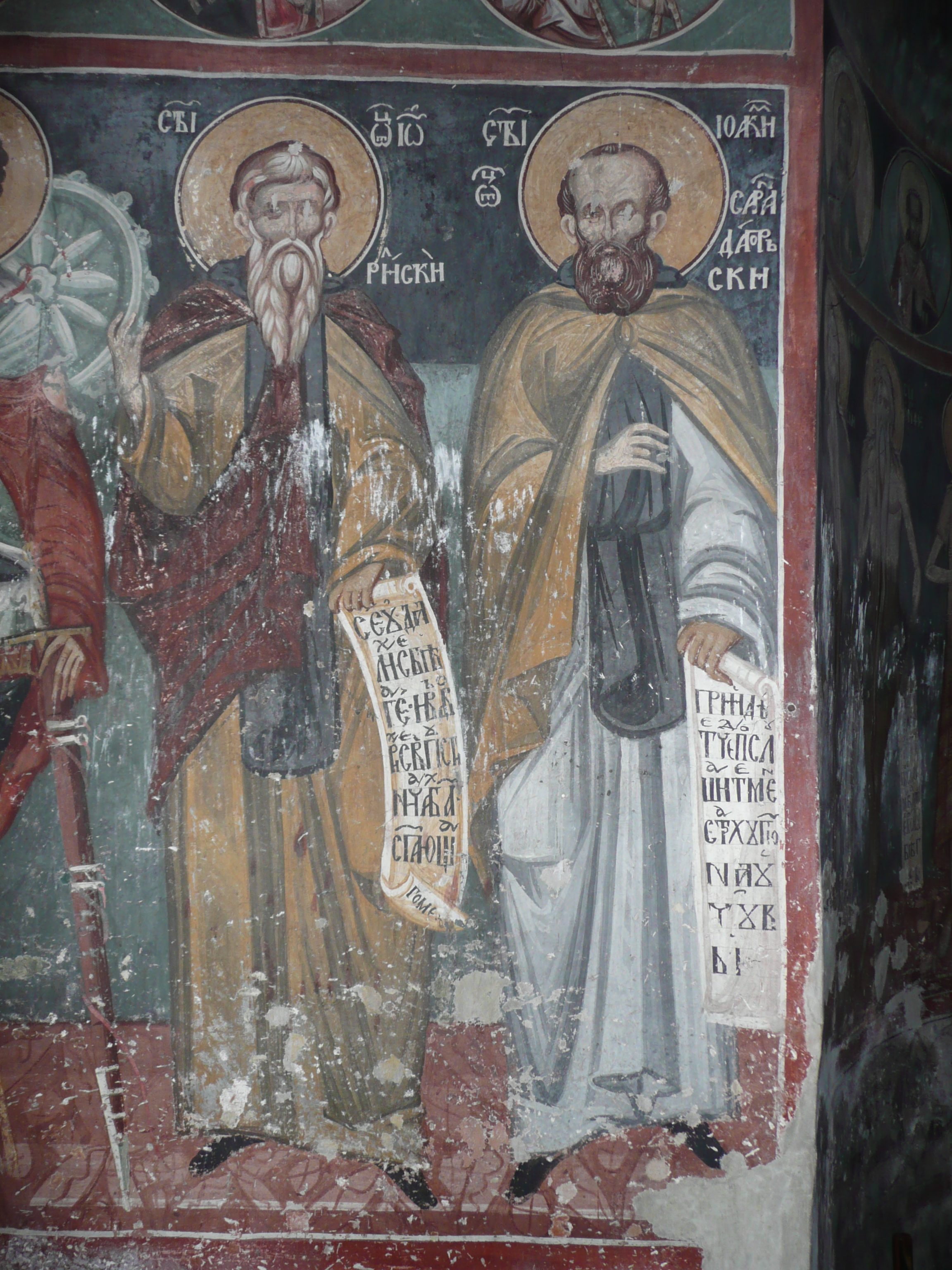
Der Hl. Iwan Rilski und der Hl. Iwan Osogowski, Fresko in der Klosterkirche

Das Kloster Poganovo (kyrillisch Манастир Поганово) ist ein serbisch-orthodoxes Kloster, das im Südosten Serbiens liegt. Das Frauen-Kloster ist dem Hl. Jovan Bogoslov (zu dt. Apostel Johannes) geweiht. Das Kloster befindet sich in einem Seitental des Flusses Jerma, etwa einen Kilometer südlich der Grenzstadt Dimitrovgrad und unweit der bulgarischen Grenze.

## Geschichte
Als Stifter (Ktitor) des Klosters gilt der Fürst Konstantin Dragaš der das Kloster zum Ende des 14. Jh. errichten ließ. Nach dem Tod von Konstantin Dragaš, nach der Schlacht bei Rovine, übernahm seine Tochter Helena Paliologos, Gattin des byzantinischen Kaisers Manuel II. Palaiologos die Aufsicht über das Kloster. Ab 1871 wurde das Kloster von der bulgarischen Kirche verwaltet und erneuert bis Bulgarien die so genannten Bulgarische Westgebieten 1919 an Serbien abtreten musste. 1895 beschrieb der bulgarische Schriftsteller Aleko Konstantinow das Kloster und die Gegend.

## Architektur
Die Klosterkirche ist als einfacher Kreuzkuppeltyp mit Trikonchos und Narthexkuppel ein frühes Bauwerk der Morava-Schule, oder der Tarnowo-Schule und nach 1371 entstanden. Die Fassade ist mit dem für den Stil der Palailogischen Renaissance kennzeichnenden ornamentalen Baudekor gestaltet.
Der Grund- und Aufriss der einschiffigen Kreuzkuppelkirchen von Poganovo entspricht der Architektur der einfachen Stiftungen der Balkanhalbinsel in der Mitte und zweiten Hälfte des 14. Jahrhunderts im Stil der Morava-Schule. (Weitere typische Vorgänger einschiffiger Kreuzkuppelkirchen aber ohne den Trikonchos sind auch in der Schule von Tarnowo, den Kreuzkuppelkirchen im Reich des Zaren Stefan Dušan (insbesondere Sv. Nikola im Erzengelkloster) sowie der Stiftung Marko Kraljevićs Markov Manastir zu finden). Der unverputzte Steinbau der Klosterkirche weist durch die variable Gestaltung seiner Bauteil eine lebendige plastische Wirkung auf, die auch von einem viereckigen Turm über die Vorhalle (Narthex) als höchstem Bauteil und einer achtwandigen trommelartigen Kuppel unterstrichen wird.
Die zwischen behauenen Kalksteinen gelegten in Poganovo noch zurückhaltend genutzten Ziegelsteingürtel sind für die byzantinische Architektur des 14. Jahrhunderts zeittypische Elemente, die durch eine teils überbordende Freude an verspielter Ornamentik bei der Fassadengestaltung gekennzeichnet ist. Die einfache ornamentale Ausgestaltung der Fassade der Klosterkirche bleibt aber im Umfang und Raffinesse den aufwendigen zeitgleichen Gründungen im Morava Serbien, Thessaloniki oder den älteren Kirchen Nessebars weit zurück.

### Fresken
Im Inneren sind Fresken von der Ausschmückung der Kirche aus dem Jahre 1499 erhalten. Die Ähnlichkeit der Bemalung mit dem rund 60 km östlich gelegenen Kremikowzi-Kloster wird von einigen Forschern mit demselben Meister in Verbindung gebracht. Jedoch sprechen die unterschiedlichen Formen und der Lichtgestaltung für andere Künstler. Die Komposition „Der Verrat des Judas“ ist keine Neuheit, jedoch zeigt kein anderes Werk der bulgarischen Malerei aus dieser Zeit eine Darstellung des gleichen Themas mit so vielen realistisch aufgefassten und wiedergegebenen Bewegungen. Gestalten wie Jesus Christus und Judas in diesem Bild, könnten auch von Maler der italienischen Renaissance stammen. Dafür ist die Darstellung des Heiligen Iwan Rilski für die bulgarische Wandmalerei charakteristisch.

### Ikonen
Aus dem Kloster sind mehrere berühmten Ikonen bekannt, die berühmteste ist jedoch die der „Muttergottes mit dem Evangelisten Johannes“ (auch unter dem Namen Poganowo-Ikone bekannt) die sich heute in der Ikonensammlung in der Krypta der Alexander-Newski-Kathedrale in Sofia befindet. Eine Kopie der Ikone findet sich jedoch im Inneren der Kirche.